# صادقية (فريدون شهر)
صادقية (بالفارسية: صادقیه) هي قرية تقع في قسم برف انبار الريفي في إيران. يقدر عدد سكانها بـ 201 نسمة بحسب إحصاء 2016.